# فوسكريسينسكويي (باشكورتوستان)
فوسكريسينسكويي (بالروسية: Воскресенское) هي مدينة في جمهورية باشكورتوستان في روسيا.